# Педагошки факултет Универзитета у Љубљани
Педагошки факултет Универзитета у Љубљани (словен. Pedagoška fakulteta или само PeF) је члан Универзитета у Љубљани. Пре 1991. установа је има вискошколски студијски програм и носила име Пегагошка академија или понекад Виша педагошка школа.

## Организација

### Деканат
- декан др Јанез Крек
- продекан др Татјна Ходник Чадеж
- продекан др Саша А. Глажар

### Одељења
- Одељење за разредну наставу
- Одељење за ликовну педагогију
- Одељење за социјалну педагогију
- Одељење за специјалну и рехабилитациону педагогију
- Одељење за хемију, биологију и домаћинство
- Одељење за физику и технику
- Одељење за математику и информатику
- Одељење за педагошко образовање
- Одељење за темељне педагошке студије